# Fujishima Eisuke
Eisuke Fujishima (藤嶋 栄介 Fujishima, Eisuke, sinh ngày 16 tháng 10 năm 1987 ở Kumamoto) là một cầu thủ bóng đá người Nhật Bản thi đấu cho Renofa Yamaguchi FC.

## Thống kê câu lạc bộ
Cập nhật đến ngày 26 tháng 12 năm 2017.
| Thành tích câu lạc bộ | Thành tích câu lạc bộ | Thành tích câu lạc bộ | Giải vô địch | Giải vô địch | Cúp                   | Cúp                   | Cúp Liên đoàn | Cúp Liên đoàn | Tổng cộng | Tổng cộng |
| Mùa giải              | Câu lạc bộ            | Giải vô địch          | Số trận      | Bàn thắng    | Số trận               | Bàn thắng             | Số trận       | Bàn thắng     | Số trận   | Bàn thắng |
| Nhật Bản              | Nhật Bản              | Nhật Bản              | Giải vô địch | Giải vô địch | Cúp Hoàng đế Nhật Bản | Cúp Hoàng đế Nhật Bản | J. League Cup | J. League Cup | Tổng cộng | Tổng cộng |
| --------------------- | --------------------- | --------------------- | ------------ | ------------ | --------------------- | --------------------- | ------------- | ------------- | --------- | --------- |
| 2013                  | Sagan Tosu            | J1 League             | 2            | 0            | –                     | –                     | 0             | 0             | 2         | 0         |
| 2014                  | Sagan Tosu            | J1 League             | 0            | 0            | 0                     | 0                     | 0             | 0             | 0         | 0         |
| 2015                  | Sagan Tosu            | J1 League             | 1            | 0            | 0                     | 0                     | 1             | 0             | 2         | 0         |
| 2016                  | JEF United Chiba      | J2 League             | 0            | 0            | 0                     | 0                     | –             | –             | 0         | 0         |
| 2017                  | Matsumoto Yamaga      | J2 League             | 0            | 0            | 1                     | 0                     | –             | –             | 1         | 0         |
| Tổng cộng sự nghiệp   | Tổng cộng sự nghiệp   | Tổng cộng sự nghiệp   | 3            | 0            | 1                     | 0                     | 1             | 0             | 5         | 0         |